# ランベオサウルス
ランベオサウルス(学名 Lambeosaurus , 「ランベの蜥蜴」の意)は、中生代後期白亜紀（約7,700万 ~ 7,500万年前）の北アメリカ大陸に生息した、大型の鳥脚類恐竜の属。

## 発見と名称の由来
1923年、Dr. William Parks によりカナダ、アルバータ州で発見され、カナダにおける初期の古生物学者兼化石ハンター ローレンス・ラムにちなみランベオサウルス（ラムのトカゲ）と命名された。化石はアルバータ他バハ・カリフォルニア半島と モンタナ州でも発見されている。

## 特徴
体長10 - 15メートルで鳥脚類としては最大級。パラサウロロフスやコリトサウルスなどの他のランベオサウルス亜科のように、頭頂部に特有の骨突起を持っていた。ランベオサウルスの場合骨突起はコリトサウルスと似ているがやや小さく、前傾している。また頭部後方に向かって緻密骨の棒が一本突き出しており、コリトサウルスとは容易に区別がつく。骨突起は内部が空洞で、鼻腔に通じていた。この構造により嗅覚を高めるか、または大きな声を発することができたと考えられる。頭部の骨構造に関しては、全体的に小ぶりであったり、もしくは後部の骨の突起がなかったりと、個体間でやや差がある。かつてはこれを元に個々に別の種であると考える研究者もいた。しかし現在ではこれは性別、あるいは成長の違いによるものだと考えられている。
皮膚の印象化石からは、腹を除く一定の箇所に多角形の突起をもつ、薄い皮膚であったことがわかっている。
足跡化石からは群れを作り四足歩行で移動していたことがわかっている。速度はかなり速く、他には無防備であるこの動物の捕食者に対する唯一の防衛手段であったと考えられる。

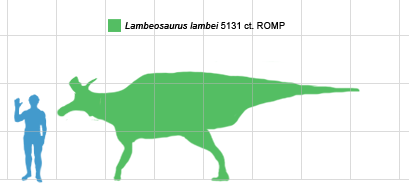
ヒトとの大きさ比較
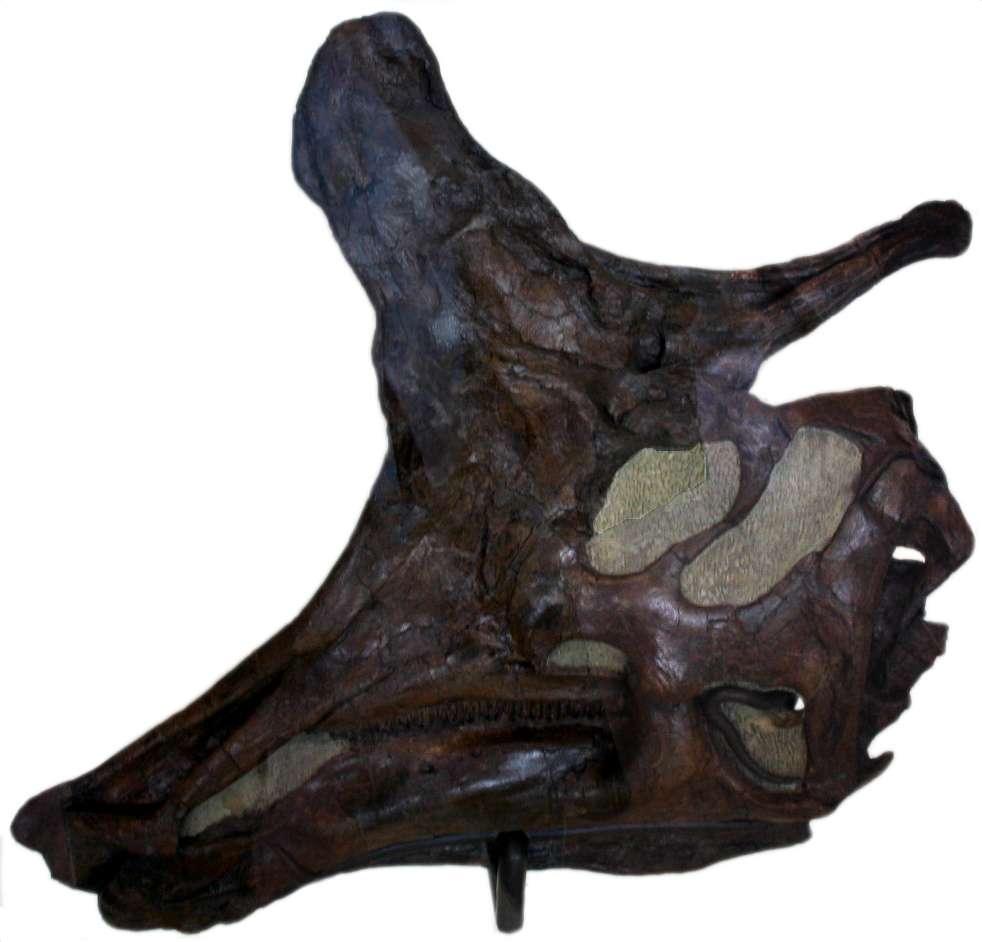
L. ランベイの頭骨。アメリカ自然史博物館蔵。